# Théorème taubérien de Wiener
En mathématiques, et plus précisément en analyse, le théorème taubérien de Wiener fait référence à plusieurs résultats analogues démontrés par Norbert Wiener en 1932. Ils donnent des conditions nécessaires et suffisantes pour pouvoir approximer une fonction des espaces L1 ou L2 par des combinaisons linéaires de translatées d'une fonction donnée.

## La condition pour l'espaceL1
Soit f ∈ L1(R) une fonction intégrable. Le sous-espace vectoriel engendré par les translatées de f, fa(x) = f(x+a), est dense dans L1(R) si et seulement si la transformée de Fourier de f ne s'annule pas dans R.

### Reformulation taubérienne
Le résultat suivant, équivalent à l'énoncé précédent, explique pourquoi le théorème de Wiener est un théorème taubérien :
Supposons que la transformée de Fourier de f ∈ L1 n'ait pas de zéros réels, et que le produit de convolution f  * h tende vers zéro à l'infini pour une certaine fonction h ∈ L∞. Alors le produit de convolution g * h tend vers zéro à l'infini pour tout g ∈ L1.
Plus généralement, si {\displaystyle \lim _{x\to \infty }(f*h)(x)=A\int f(x)\,{\rm {d}}x} pour une certaine fonction f ∈ L1 dont la transformée de Fourier ne s'annule pas, alors on a également {\displaystyle \lim _{x\to \infty }(g*h)(x)=A\int g(x)\,{\rm {d}}x} pour tout g ∈ L1.

### Version discrète
Le théorème de Wiener possède un analogue dans l1(Z) : le sous-espace engendré par les translatées,f ∈ l1(Z) est dense si et seulement si la transformée de Fourier discrète {\displaystyle \varphi (\theta )=\sum _{n\in \mathbb {Z} }f(n){\rm {e}}^{-{\rm {i}}n\theta }} ne s'annule pas dans R. Les énoncés suivants sont équivalents à ce résultat :
- Soit f ∈ l1(Z) une suite dont la transformée de Fourier ne s'annule pas, et telle que le produit de convolution discret f * h tend vers 0 à l'infini pour une suite bornée h. Alors il en est de même de g * h pour toute suite g ∈ l1(Z).
- Soit φ une fonction définie sur le cercle unité dont la série de Fourier converge absolument. Alors la série de Fourier de 1/φ converge absolument si et seulement si φ ne s'annule pas.

Israel Gelfand a montré que ces résultats sont équivalents à la propriété suivante de l'algèbre de Wiener (en) A(T) :
- Les idéaux maximaux de A(T) sont tous de la forme {\displaystyle M_{x}=\left\{f\in A(\mathbb {T} )\,\mid \,f(x)=0\right\},\quad x\in \mathbb {T} .\,}

Gelfand démontra cette équivalence en utilisant les propriétés des algèbres de Banach, obtenant ainsi une nouvelle démonstration du résultat de Wiener.

## La condition pour l'espaceL2
Soit f ∈ L2(R) une fonction de carré intégrable. Le sous-espace vectoriel engendré par les translatées de f, fa(x) = f(x+a), est dense dans L2(R) si et seulement si l'ensemble des zéros réels de la transformée de Fourier de f est négligeable, c'est-à-dire de mesure de Lebesgue nulle.
Le résultat correspondant pour les suites de l2(Z) est : Le sous-espace vectoriel engendré par les translatées d'une suite f ∈ l2(Z) est dense si et seulement si l'ensemble des zéros de la transformée de Fourier
{\displaystyle \varphi (\theta )=\sum _{n\in \mathbb {Z} }f(n){\rm {e}}^{-{\rm {i}}n\theta }}
est négligeable.